# الکسیناتس
الکسیناک (به لاتین: Aleksinac}} یک سکونتگاه مسکونی در صربستان است که در Nišava واقع شده‌است.